# PZL Bielsko SZD-41
Der PZL Bielsko SZD-41 Jantar (deutsch Bernstein) Standard ist ein einsitziges polnisches Hochleistungs-Segelflugzeug aus glasfaserverstärktem Kunststoff (GFK).

## Geschichte
Die Konstruktion von Władysław Okarmus basiert auf dem SZD-38 Jantar 1. Rumpf und Leitwerk wurden übernommen, die Tragfläche wurde komplett neu mit Berücksichtigung der vorgegebenen Anforderungen der FAI-Standard-Klasse konstruiert. Die Wölbklappenansteuerung wurde entfernt, die Querruderansteuerung erneuert und der Flächen-Rumpf-Übergang wurde auf die neue, tiefere Tragfläche angepasst. Der Segler bekam von den Piloten den Kosenamen „Wal“, weil beim Betanken der Ballasttanks durch ein Entlüftungsventil in der Mitte des Rumpfes immer eine charakteristische Wasserfontäne schoss.
Eingeflogen wurde der Jantar Standard am 3. Oktober 1973 und 1974 konnte Frantiszek Kepka mit ihm bei der Weltmeisterschaft in Australien für Polen den 3. Platz erringen. 1976 wurden mit dem Jantar Standard während der WM in Finnland die Plätze 4, 6 und 18 belegt. Zwischen 1975 und 1979 wurden zehn SZD-41A an die GST der DDR geliefert und kurze Zeit später wurde durch Johannes Barwick ein DDR-Rekord von 115 km/h auf einem 100-km-Dreieck erflogen.

## Konstruktion
Der SZD-41 ist in Schalen-Sandwichbauweise konstruiert und besitzt ein zentrales Stahlrohrgerüst für die Übergänge vom Rumpf zum Flügel und die Fahrwerkshalterung. Die Kabinenhaube besteht aus zwei Teilen, wobei der hintere abnehmbar gestaltet ist. Der freitragende Schulterdecker verfügt über einen zweiteiligen, einholmigen, rippenlosen Tragflügel und ein ebenfalls freitragendes T-Leitwerk. Das Hauptrad ist einzieh- und bremsbar ausgelegt.

## Varianten

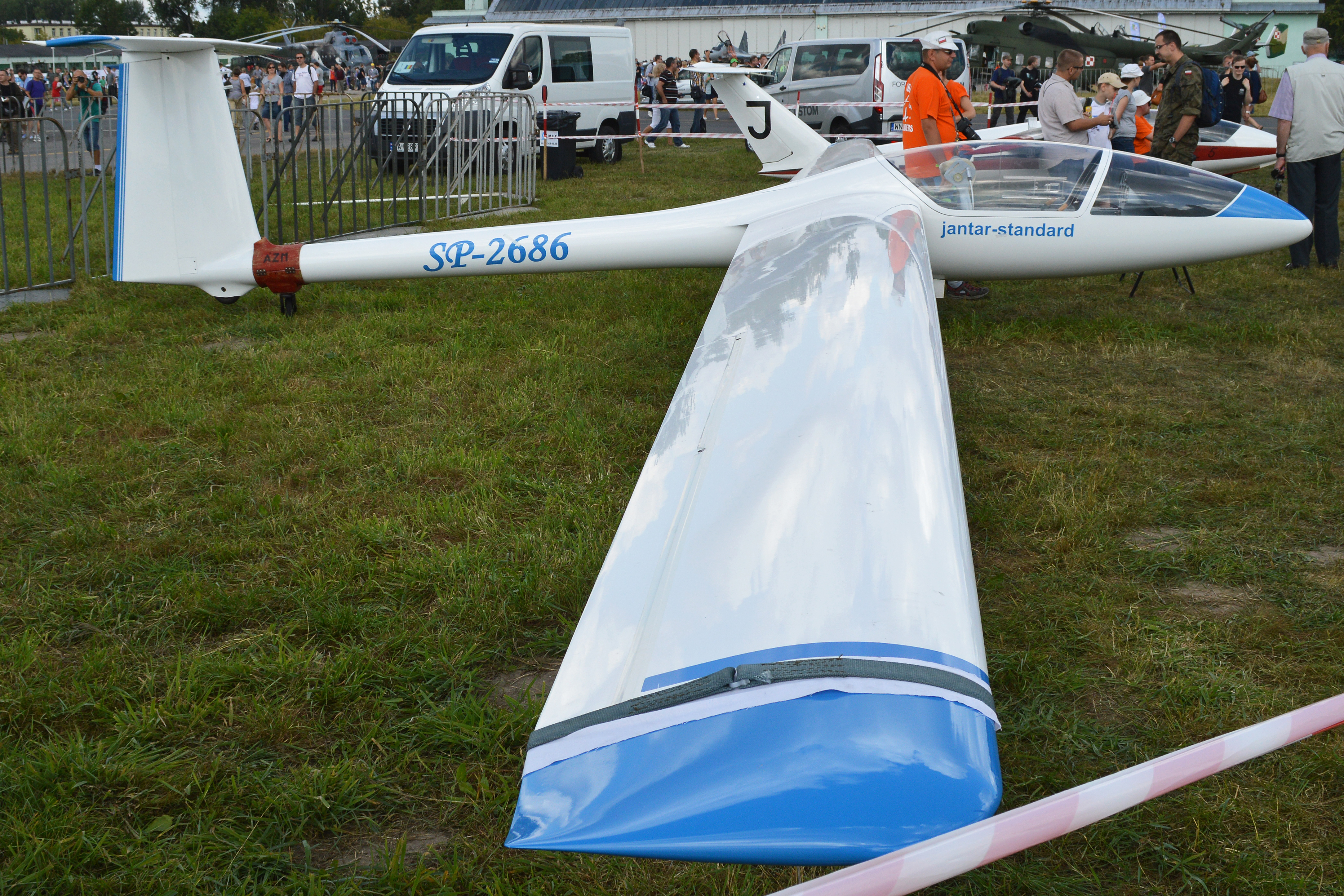
Der zweite Prototyp SZD-41-2, Radom 2013

- SZD-41-1 – 1. Prototyp
- SZD-41-2 – 2. Prototyp
- SZD-41A
- SZD-41B

## Technische Daten
| Kenngröße              | Daten SZD-41A                                          |
| ---------------------- | ------------------------------------------------------ |
| Besatzung              | 1                                                      |
| Länge                  | 7,10 m                                                 |
| Spannweite             | 15,00 m                                                |
| Flügelfläche           | 10,66 m²                                               |
| Flügelstreckung        | 21,1                                                   |
| Profil                 | NN 8                                                   |
| Gleitzahl              | 38 bei 92 km/h                                         |
| Geringstes Sinken      | 0,6 m/s bei 75 km/h                                    |
| Leermasse              | 250 kg                                                 |
| Wasserballast          | max. 100 l                                             |
| max. Startmasse        | 466 kg (mit Wasserballast) 366 kg (ohne Wasserballast) |
| Höchstgeschwindigkeit  | 245 km/h                                               |
| Mindestgeschwindigkeit | 75 km/h                                                |
| Flächenbelastung       | ca. 30–44 kg/m²                                        |
| max. Lastvielfaches    | +5,3/−2,65                                             |